# 粤劇劇団一覧
粤劇劇団一覧（えつげきげきだんいちらん）は、中国の粤劇を演ずる団体の一覧である。

## 香港
- 国中興、楽同春、綵南歌、人年寿、国豊年、祝千秋、頌太平、詠太平、祝太平、楽其楽、周豊年、周康年、祝華年、大富貴、楽千秋
- 太平劇団、万年青劇団、覚先声劇団、雛鳳鳴劇団、仙鳳鳴粤劇団、新東亜粤劇団
- 錦添花劇団、錦鳳屏劇団、国星粤劇団、錦麗華劇団、精英粤劇団、豊華粤劇団、鳴芝聲劇団
- 剣心粤劇団
- 慶鳳鳴劇団、剣新声劇団、朗暉粤劇団、好兆年劇団、新群英劇団、錦陞輝劇団、日月星劇団、彩竜鳳劇団、心美粤劇団、鴻運劇団、纓華粤劇団
- ろう者粤劇団

## 広東
- 大羅天劇団、人寿年劇団、梨園楽劇団、新中華劇団
- 広州粤劇団、広州紅豆粤劇団、仏山市青年粤劇団、仏山市瓊花粤劇団、広東呉川市粤劇団、珠海粤劇団、深圳粤劇団、湛江小孔雀粤劇団、肇慶市粤劇団
- 紅線女芸術中心

## 澳門
- 澳門群声曲芸会
- 澳門鳳声粤劇曲芸促進会

## その他
- シンガポール丹戎巴葛民衆クラブ粤劇団
- シンガポール八合会館
- シンガポール敦煌劇坊